# Curiosity (singel)
Curiosity – utwór kanadyjskiej wokalistki Carly Rae Jepsen wydany w 2012 roku przez wytwórnię 604 Records. Ukazał się jako drugi singel z jej minialbumu Curiosity, po wielkim przeboju „Call Me Maybe”. Obie piosenki trafiły też później na płytę długogrającą Kiss, choć „Curiosity” zostało tam zamieszczone w nowej wersji.
Piosenka została napisana przez Jepsen i Ryana Stewarta, który zajął się również produkcją. Utwór jest mieszanką popu, muzyki dance oraz synthpopu. Opowiada o dziewczynie, która jest źle traktowana przez swojego chłopaka, jednak błaga go o więcej miłości. Piosenka spotkała się z pozytywnymi recenzjami krytyków i dotarła do top 20 kanadyjskiej listy przebojów.
Do piosenki powstał teledysk, który wyreżyserował Colin Minihan. Nie został on jednak nigdy oficjalnie wydany i wyciekł do internetu w listopadzie 2012.

## Lista ścieżek
- Digital download[2]

1. „Curiosity” – 3:26

## Pozycje na listach przebojów
| Kraj                                | Pozycja | Certyfikat  |
| ----------------------------------- | ------- | ----------- |
| Kanada (Billboard Canadian Hot 100) | 18      | złota płyta |